# Rimini Fiera
La Fiera di Rimini, di proprietà di Italian Exhibition Group S.p.A., è il polo fieristico della città di Rimini.
Completato nel 2001 (e oggi in una nuova fase di ampliamento), rappresenta un moderno e funzionale quartiere fieristico che ogni anno accoglie tra i propri padiglioni milioni di visitatori da tutto il mondo e all’interno di manifestazioni di rilievo internazionale. 

## Proprietà
Fino al 2000 il quartiere fieristico di Rimini è stato di proprietà dell'Ente Autonomo Fiera di Rimini, per poi passare a Rimini Fiera S.p.A. L'assetto societario era composto da soci pubblici quali Comune e Provincia di Rimini, CCIAA e Regione Emilia-Romagna oltre che da soci privati. Nel 2016 a seguito della fusione tra Rimini Fiera S.p.A e Fiera di Vicenza S.p.A. è nata una sola compagine societaria: Italian Exhibition Group S.p.A. (IEG), società fieristica e congressuale oggi tra i principali operatori europei del settore. È il primo esempio in Italia di integrazione tra società fieristiche.
L’azionariato di Italian Exhibition Group S.p.A è oggi composto in modo diretto o indiretto da: Rimini Congressi srl (che include attraverso Rimini Holding, Comune di Rimini , Camera di Commercio di Rimini e  Provincia di Rimini), Regione Emilia Romagna; Comune di Vicenza, Camera di Commercio di Vicenza, Provincia di Vicenza (per il tramite di Vicenza Holding), Amber Capital e altri soci privati. 
Dal 19 giugno 2019, Italian Exhibition Group S.p.A. è quotata su Euronext Milan. IEG opera su sei linee di business (eventi organizzati; eventi congressuali; eventi ospitati; servizi correlati; editoria, eventi sportivi). Nel complesso delle sedi espositive e congressuali di Rimini e Vicenza e in 10 paesi del mondo, IEG organizza annualmente oltre 56 fiere e ospita 119 grandi eventi. Il Gruppo presidia i distretti Food & Beverage, Jewellery & Fashion, Green & Technology, Tourism & Hospitality, Wellness & Outdoor, Lifestyle & Entertainment, Industrial e opera a livello globale: in Germania, negli Stati Uniti, Emirati Arabi, Arabia Saudita, Cina, Messico, Singapore e Brasile.

## Storia
Le prime manifestazioni fieristiche di Rimini si svolsero nel dopoguerra, al Grand Hotel, con esposizioni dedicate al settore alberghiero. Negli anni cinquanta nasce la MAPIR, Mostra dell'Artigianato riminese. Tra gli anni sessanta e settanta vengono costruiti i primi padiglioni del vecchio quartiere e costituito (nel 1972) l'Ente Autonomo Fiera di Rimini. 
Tra gli anni ottanta e novanta vengono costruiti ulteriori padiglioni e all'attività fieristica si affianca quella congressuale. Lo sviluppo del portafoglio manifestazioni, la crescita del tasso d'internazionalità, l'aumento esponenziale di espositori e visitatori apre la strada, nella seconda metà degli anni novanta, al progetto di realizzazione di un nuovo quartiere fieristico a nord della città, la cui prima pietra viene posata nel giugno 1999. Il nuovo quartiere fieristico viene costruito a tempo di record ed entra in funzione nel 2001, per poi crescere ulteriormente nel 2017 a seguito di lavori di ampliamento che hanno interessato dodici padiglioni di collegamento.

## Caratteristiche del quartiere fieristico e l'ampliamento in corso

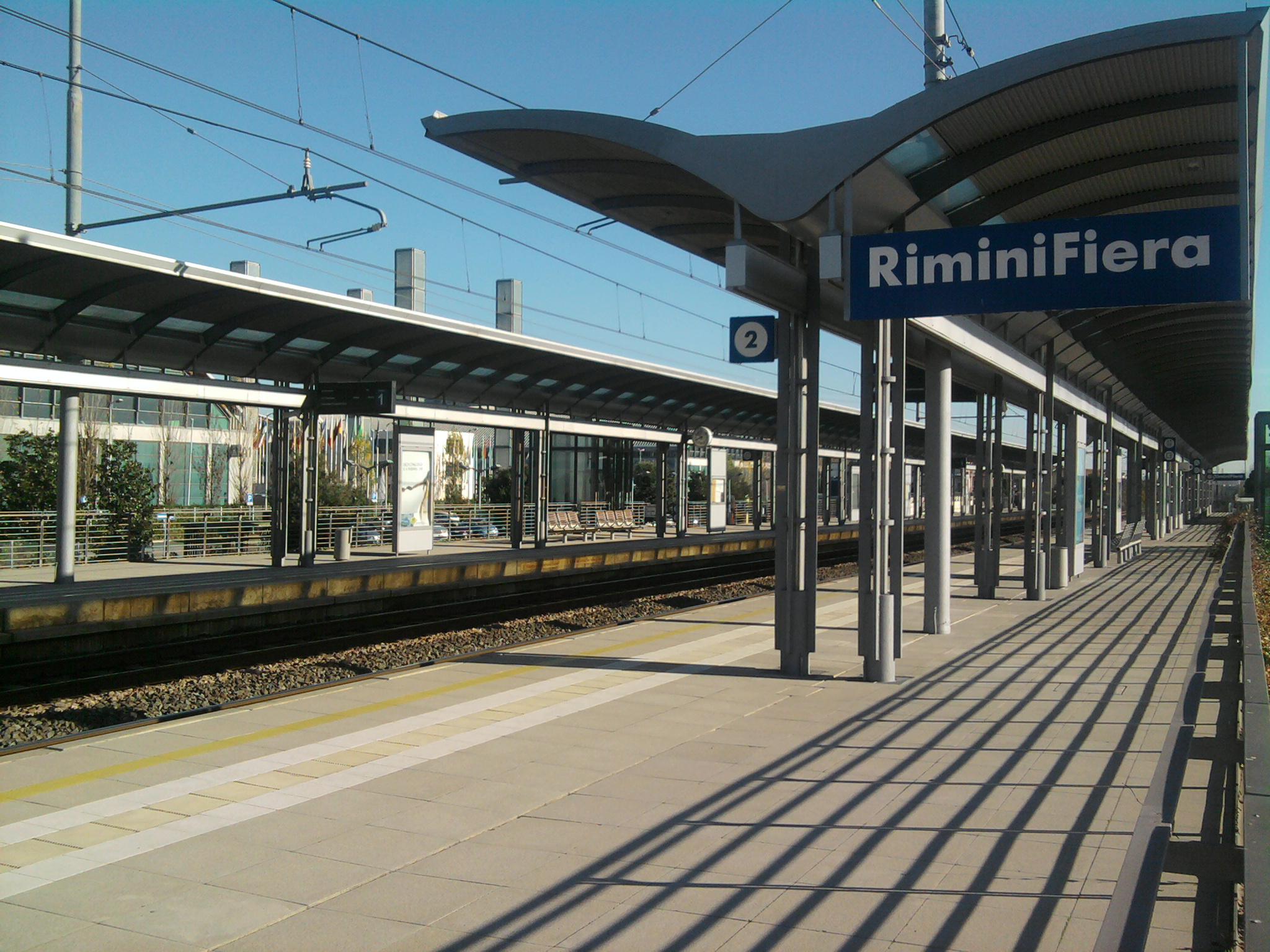
La stazione ferroviaria di RiminiFiera

La Fiera di Rimini è uno dei più grandi quartieri fieristici in Italia. Progettata dallo studio di architettura GMP di Amburgo e inaugurata nel 2001, dispone di tre diversi ingressi, 198.300 mq di superficie utile organizzati su un unico livello, di cui 137.300 mq di superficie espositiva lorda e 60mila mq di superficie per i servizi.
È articolata su 30 padiglioni alti 20 metri, larghi 60, profondi 100; monoplanari, cablati, condizionati, oscurabili, a campata unica, privi di pilastri interni, collegati fra loro tramite un percorso coperto di logge, porticati e fontane. È dotata inoltre di 24 sale convegni modulabili, una stazione ferroviaria interna di linea, 11.000 posti auto, oltre a tre sale stampa, business center e ristoranti/corner ristorazione.
Dal mese di giugno 2024, IEG ha avviato una nuova opera di ampliamento del quartiere fieristico di Rimini con l’installazione di due padiglioni temporanei all’ingresso Est della fiera (per un'area di intervento di 8.300 mq) che soddisferanno la crescita commerciale delle principali manifestazioni fino alla disponibilità di un nuovo padiglione circolare, che sarà realizzato all'ingresso Ovest entro la fine del 2028. Quest'ultimo, progettato dallo Studio GMP di Amburgo, avrà una struttura di 144 metri di diametro e 42 di altezza: la più grande cupola senza colonne in Europa, che sarà realizzata in legno per un totale di circa 26.000 metri quadri disponibili.

## Manifestazioni
Tra le principali manifestazioni organizzate da Italian Exhibition Group tra i padiglioni della Fiera di Rimini:
- SIGEP World: il salone internazionale di gelateria, pasticceria e cioccolato, panificazione, caffè e pizza di riferimento per il settore del Foodservice.
- Beer&Food Attraction - The Eating Out Experience Show: la manifestazione B2B per l’industria Bar&Beverage e gli operatori dell’Out of Home.
- RiminiWellness: l’evento manifesto su scala internazionale per la promozione dei sani stili di vita e del benessere in movimento, tra le più grandi kermesse al mondo dedicata a fitness, wellness, sport, salute e sana alimentazione.
- TTG Travel Experience: la manifestazione italiana per la promozione del turismo mondiale rivolta a enti turistici, tour operator, agenzie di viaggi, compagnie aeree, strutture ricettive e all’intera industry del turismo.
- InOut|The Contract Community: l’evento B2B dedicato all’out of home dell’ospitalità in cui strutture ricettive e balneari incontrano le tecnologie e servizi, arredi e soluzioni innovative.
- Ecomondo: la fiera internazionale per industrie, stakeholder, policy maker, opinion leader e istituzioni nei settori della green and circular economy.
- KEY - The Energy Transition Expo: l’evento di riferimento in Europa, Africa e nel bacino del Mediterraneo sulla transizione e l’efficienza energetica.
- MIR – Multimedia Integration Expo: l'evento dedicato alle tecnologie audio, video, luci.
- Pescare Show: il salone Internazionale della pesca sportiva, della nautica da diporto e outdoor
- TECNA - How to make it: il salone internazionale delle tecnologie e delle forniture per le superfici rivolto a tutte le filiere legate ai materiali per costruzioni, architettura e design.
- IBE - Intermobility and Bus Expo: l’appuntamento biennale per il mondo del trasporto collettivo e delle filiere industriali connesse.

Tra i principali eventi ospitati:
- Macfrut: manifestazione internazionale dedicata a tutta la filiera ortofrutticola ed evento B2B per i professionisti del settore, dalla produzione al packaging, fino alla distribuzione.
- Fieravicola: fiera dedicata all’intera filiera avicola.
- Expodental meeting: la fiera che espone attrezzature e materiali per odontoiatria e odontotecnica.
- Meeting per l’amicizia tra i popoli: il festival culturale che unisce incontri su temi sociali, religiosi, politici e scientifici con mostre, spettacoli e dibattiti.

## Il Congressuale a Rimini
Il Palacongressi di Rimini sorge dove un tempo si trovava il vecchio quartiere fieristico riminese. Progettato dalla GMP di Amburgo e realizzato nel 2011, è il più grande in Italia costruito ex novo. Sorge su un'area di 38.000 metri quadri, offre 38 sale modulabili e ha una capienza complessiva di 9.300 posti. Completano la struttura un'area servizi, ristoranti, centri di ristoro e 500 parcheggi interrati.

## Il territorio e i collegamenti
La Fiera di Rimini ricopre un ruolo centrale per una città come Rimini storicamente vocata all’accoglienza turistica grazie a un’ampissima offerta alberghiera, culturale, di servizi per il turismo balneare e non solo. Le fiere e le manifestazioni organizzate all’interno del Quartiere Fieristico di Rimini attirano infatti un notevole volume di pubblico, generando un turismo d’affari e congressuale che porta un indotto importante sul territorio in tutti i periodi dell’anno, al di là della stagione estiva.
Grazie alla stazione ferroviaria “RiminiFiera” (posta lungo la linea Milano-Bari e raggiunta, in contemporanea con le manifestazioni, ogni giorno da numerosi treni regionali e a lunga percorrenza) e di un terminal bus interno, la Fiera è facilmente raggiungibile, anche dall’Aeroporto Internazionale di Rimini e San Marino "Federico Fellini".